# 火烧寨站
火烧寨站是位于陕西省陇县火烧寨乡的一个铁路车站，邮政编码721207。车站建于1995年，有宝中铁路经过该站，现办理客运业务，不办理货运业务，车站及其上下行区间均已电气化。车站距离宝鸡站126公里，隶属西安铁路局，是五等站。